# 21世紀マン (20th anniversary ver.)
「21世紀マン (20th anniversary ver.)」（にじゅういっせいきマン）は、2015年9月23日に発売された山崎まさよしの32枚目となるシングル。

## 解説
- 山崎まさよしのデビュー20周年を記念して製作された楽曲。シングルでの発売に先行して、ベストアルバム「ROSE PERIOD ～the BEST 2005-2015～」にアレンジ違いで収録されていた。
- 特典DVDには「21世紀マン(20th anniversary ver.)」Music video、「根無し草ラプソディー 2015」ドキュメントMusic Videoが収録されている。
- ライブ会場及びディスクユニオン限定でEP(アナログ45回転シングル)盤がリリースされた。EP盤には「カゲロウ」が未収録。また会場盤とディスクユニオン盤はジャケットが異なる。

## 収録曲
| 全作詞・作曲: 山崎将義。 | |          |            |      |
| #                        | タイトル | 作詞     | 作曲・編曲 | 時間 |
| 1.                       | 「21世紀マン(20th anniversary ver.)」(「ROSE PERIOD ～the BEST 2005-2015～」収録版とはアレンジが異なり、東京スカパラダイスオーケストラのホーンとオフィスオーガスタ所属のアーティストがコーラス参加。) | 山崎将義 | 山崎将義   | 4:42 |
| 2.                       | 「カゲロウ」 | 山崎将義 | 山崎将義   | 4:04 |
| 3.                       | 「根無し草ラプソディー 2015」(「アレルギーの特効薬」収録曲の再録版。オフィスオーガスタ所属のアーティストがコーラスで参加。)                                                                           | 山崎将義 | 山崎将義   | 5:36 |

### Disc2（DVD）
| #  | タイトル                                                 | 作詞 | 作曲・編曲 |
| -- | -------------------------------------------------------- | ---- | ---------- |
| 1. | 「「21世紀マン(20th anniversary ver.)」Music video」     |      |            |
| 2. | 「「根無し草ラプソディー 2015」ドキュメントMusic Video」 |      |            |

## 演奏
- 山崎まさよし
  - Vocal, Guitar & Programming (All)
  - Piano (#2)
  - Harmonica (#3)
- 江川ゲンタ
  - Drums, Percussions (#1.3)
  - Chorus (#1)
- 中村キタロー
  - Bass (#1.3)
  - Chorus (#1)
- NARGO (東京スカパラダイスオーケストラ)：Trumpet (#1)
- 北原雅彦 (東京スカパラダイスオーケストラ)：Trombone, Horn Arrangement (#1)
- 谷中敦 (東京スカパラダイスオーケストラ)：Tenor Sax (#1)
- GAMO (東京スカパラダイスオーケストラ)：Baritone Sax (#1)
- 杏子、岡本定義 (COIL)、元ちとせ、あらきゆうこ、スキマスイッチ (大橋卓弥・常田真太郎)、秦基博、長澤知之、さかいゆう、竹原ピストル、浜端ヨウヘイ
  - Chorus (#1.3)
  - Percussion (#3)